# 何邦禮
何邦禮（1525年—？），字大中，號理軒，福建福州府福清縣人，鹽籍，明朝政治人物。

## 生平
壬子科（1552年）福建鄉試第二十三名舉人。嘉靖三十五年（1556年）中式丙辰科三甲第一百五十名進士。大理寺观政，授江西撫州府推官，卒。

## 家族
曾祖何纓；祖父何文棐；父何良賛，母黃氏。兄何宗鲁（府同知）、何邦麟（生员）、弟邦顯、邦紀、邦程。